# Školní psycholog
Psycholog je odborník pomáhající lidem s různými psychickými problémy, které mohou být vyvolávány stresem či jinými situacemi v životě (rozvod, ztráta blízkého apod.). Lidé kteří navštěvují psychologa netrpí psychickým onemocněním, ta léčí psychiatr. Jde o pomáhající povolání, kdy psycholog poskytuje poradenskou pomoc, nemá lékařské vzdělání, tudíž nemůže předepisovat léky (psychofarmaka).
Školní psychologie se v České republice prosazuje v rámci pedagogicko-psychologického poradenství od poloviny 90. let dvacátého století, a s tím se objevuje i subprofese školního psychologa. Postavení školních psychologů je právně zakotveno  vyhláškou č. 72/2005 Sb. Aby mohl vykonávat práci školního psychologa, musí uchazeč absolvovat magisterské studium na vysoké škole v oboru psychologie.
Psychologie se v České republice studuje na několika vysokých školách v Ostravě, Brně, Praze, Olomouci v Českých Budějovicích a jinde. Školní psycholog na škole poskytuje potřebnou pomoc všem žákům, kteří ho sami osloví nebo jej k poskytnutí pomoci vyzvou pedagogové. Úzce spolupracuje zejména s třídním učitelem, výchovným poradcem, metodikem prevence a se speciálním pedagogem.

## Náplň práce
Náplní práce školního psychologa je diagnostikovat a konzultovat problémy dětí. Další činnosti jsou metodické nebo poradenské. Pracuje se žáky i s jejich rodiči a také pedagogy. Komunikuje s dalšími poradenskými zařízeními jako je pedagogicko-psychologická poradna nebo se sociálními institucemi např. orgány péče o dítě. Práce se žáky či studenty obvykle započne, až když se objeví nežádoucí problém. Kdo se ohlásí s problémem nemusí být jen samotní žáci, ale mohou to být i rodiče, učitelé či kamarádi. Konzultace mohou probíhat během výuky i mino ni. Školní psycholog je součástí ŠPP (školní poradenské pracoviště) do kterého patří dále výchovný poradce, metodik prevence, vedení školy, speciální pedagog. Školní psycholog se podílí spolu s metodikem prevence na preventivních programech nebo aktivitách ve třídách (hry, ucelené programy).  Práce školního psychologa, ale i pedagogického pracovníka má i několik kritických míst. Kritická místa této profese mohou být vztahy mezi psychologem a ředitelem školy, ale také vztahy na škole všeobecně (vztahy pedagogů). Školní psycholog si musí sám vybudovat respekt, ale hlavně důvěru u pedagogického sboru.

### Činnosti
Jednou z hlavních činností psychologa je diagnostika. Školní psycholog spolupracuje s dětmi i rodiči při zápisu do 1. ročníku. Cíleně pomáhá diagnostikovat specifické poruchy učení u dětí, ale sleduje i děti nadané. Zjišťuje také jaké je klima ve třídě, tím se myslí diagnostika výchovných i výukových problémů nebo šikana. Zpracovává různé dotazníky a ankety na spokojenost žáků ve školním prostředí, pomocí kterých zjišťuje různé informace ke své práci školního psychologa (třeba bezpečné prostředí pro žáky či studenty). Mezi jeho další činnosti patří také konzultace a kariérní poradenství. Školní psycholog pečuje a sestavuje individuální vzdělávací plán pro děti. Konzultuje i osobní problémy dětí a hledá jejich řešení.
Činnosti školního psychologa lze rozdělit do čtyř kategorií:
1. intervence při řešení výchovných problémů,
2. činnosti týkající se učení žáků (prospěch, vzdělávací selhávání aj.),
3. mediační činnosti (intervence do vztahů mezi učiteli, žáky a rodiči),
4. osvětová činnost.[2]

### Metody práce
V práci školního psychologa převažují dvě metody - rozhovor a test (testová diagnostika). Klíčovou metodou je rozhovor (diagnostický, poradenský a terapeutický), psycholog mu věnuje více než polovinu pracovního času. Z testovacích metod jsou to například testy inteligence, standardizované osobnostní a sociometrické dotazníky nebo projektivní techniky (kresba rodiny, Baumtest). K dalším metodám patří terapeutické postupy skupinové a individuální.

### Kontakt
Školní psycholog (ŠP) informuje rodiče i žáky o poradenských službách, které zpracovává. Informace musí být veřejně přístupné buď na nástěnce ve vestibulu školy nebo na webových stránkách. Seznam informací zahrnuje zejména, kdy a kde jsou konzultační hodiny ŠP i ostatních poradenských pracovníků a kontakt na ŠP (jméno, e-mail). Konzultační hodiny jsou stanoveny na takový čas, aby pomohl jak žákům či rodičům, tak i učitelům.

## Asociace školní psychologie
Asociace školní psychologie je profesní sdružení školních psychologů. Jeho cílem je rozvoj oboru školní psychologie v České republice. Patří k UPA (unie psychologických asociací), tato unie podporuje zájmy psychologů ČR. Tahle asociace sdružuje především školní psychology, kteří mají zájem o rozvíjení jejich oboru. Do vedení se volí členové tohoto sdružení po třech rocích a snaží se propojovat psychology základních i středních škol. Zvolení vedoucí zastupují členy asociace na setkání s různými úřady jako je MŠMT, připravují workshopy a semináře atd. Organizují další vzdělávání psychologů nebo konference.

### Časopis
Asociace také vydává časopis Školní psychologie, který vychází od roku 1992. Redakce tohoto časopisu sídlí na katedře psychologie Pedagogické fakulty Masarykovy univerzity v Brně. Najdeme zde příspěvky o praxi, různé výzkumy ve vztahu ke školní psychologii. Příspěvky zde smějí přidávat jak praktikové tak i akademikové pro diskusi.